# Charlotte, Saint Vincent và Grenadines
Charlotte là một giáo xứ hành chính thuộc  Saint Vincent và Grenadines, trên hòn đảo Saint Vincent. Thủ phủ của giáo xứ là Georgetown. Giáo xứ Charlotte là giáo xứ lớn nhất về diện tích tại Saint Vincent và Grenadines.
- Diện tích: 149 km² (57 mi²)
- Dân số: 38.000 (ước tính năm 2000)